# Knochenleitungshörgerät

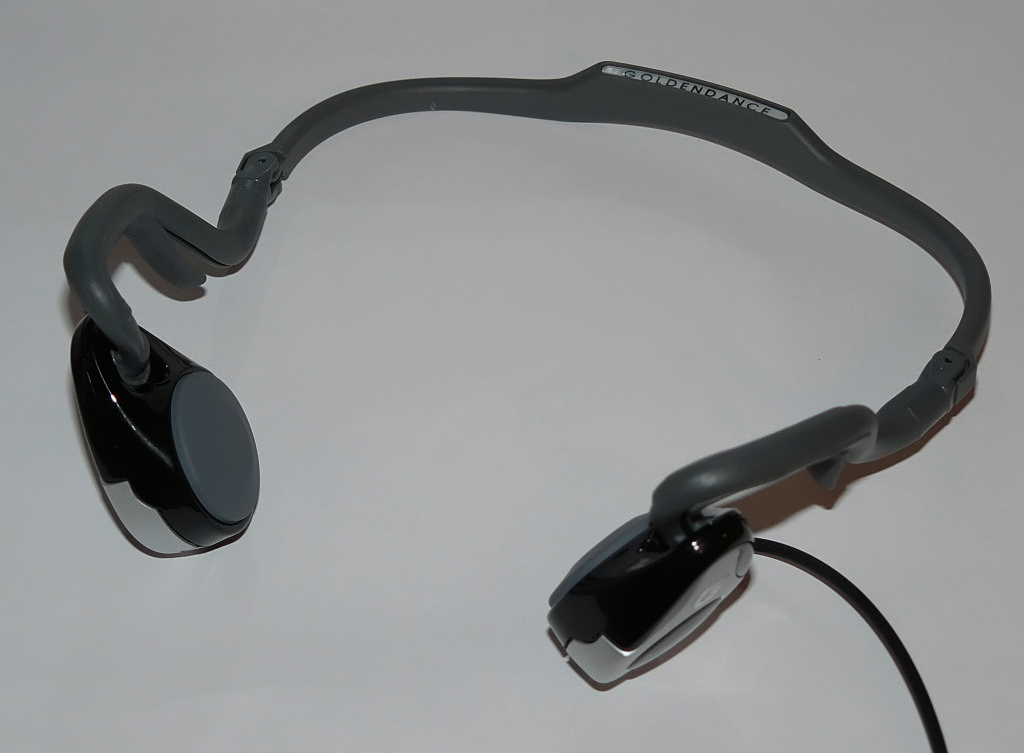
Knochenleitungshörer, der direkt an den Schädelknochen anliegt.

Bei Knochenleitungshörgeräten handelt es sich um spezielle Hörgeräte, die keinen Schall, sondern starke Vibrationen erzeugen. Sie werden nicht in den äußeren Gehörgang eingeführt, sondern auf den Schädelknochen hinter dem Ohr aufgesetzt. Die Vibration wird unter Umgehung des Mittelohres direkt ins Innenohr übertragen. Dies bezeichnet man als Knochenleitung.
Zumeist werden Knochenleitungshörgeräte mit einem Brillengestell als Hörbrillen ausgeführt. Das Mikrofon und die Elektronik können in einen Brillenbügel eingebaut sein, dessen abgebogenes Ende auf dem Schläfenbein hinter der Ohrmuschel anliegt und die Vibrationen an das Felsenbein überträgt, das das Innenohr umhüllt.

## Alternativen
Eine ähnliche Funktion wird mit einem knochenverankerten teilimplantierten Hörgerät erreicht (BAHA, Bone Anchored Hearing Aid).